# Rosdorf
Rosdorf (ausgesprochen [ʀɔsdɔʁf], niederdeutsch Rosdörp) ist eine Einheitsgemeinde im Landkreis Göttingen in Niedersachsen.

## Geographie
Die 1973 im Rahmen der kommunalen Neuordnung Südniedersachsens gebildete Großgemeinde Rosdorf mit zirka 12.000 Einwohnern erstreckt sich von der südwestlichen Stadtgrenze Göttingens bis an die niedersächsisch-hessische Landesgrenze. Ihre insgesamt elf Ortschaften mit zum Teil verschiedener Geschichte und Sozialstruktur ziehen sich links der Leine von den Flussauen bis auf die Leinehöhen hinauf. Der Wartberg liegt südlich in Richtung Obernjesa und erreicht eine Höhe von 178,8 Meter über Normalnull. Er hat eine Länge von ungefähr 400 Metern und dient der Naherholung.

## Gemeindegliederung
Verwaltungsmittelpunkt ist die gleichnamige Ortschaft, mit 6680 Einwohnern größter Ort der Großgemeinde (Stand: 30. Juni 2010). Die weiteren Ortschaften der Gemeinde sind:
- Atzenhausen (mit Siedlung Brackenberg und der Brackenburg)
- Dahlenrode (mit Gut Wetenborn)
- Dramfeld (mit Klostergut Mariengarten)
- Klein Wiershausen
- Lemshausen (mit Gut Reibstein)
- Mengershausen (mit Tiefenbrunn und Vorwerk Örshausen)
- Obernjesa
- Settmarshausen (mit Olenhusen und Vorwerk Heißental)
- Sieboldshausen
- Volkerode

## Geschichte

### Vor- und Frühgeschichte

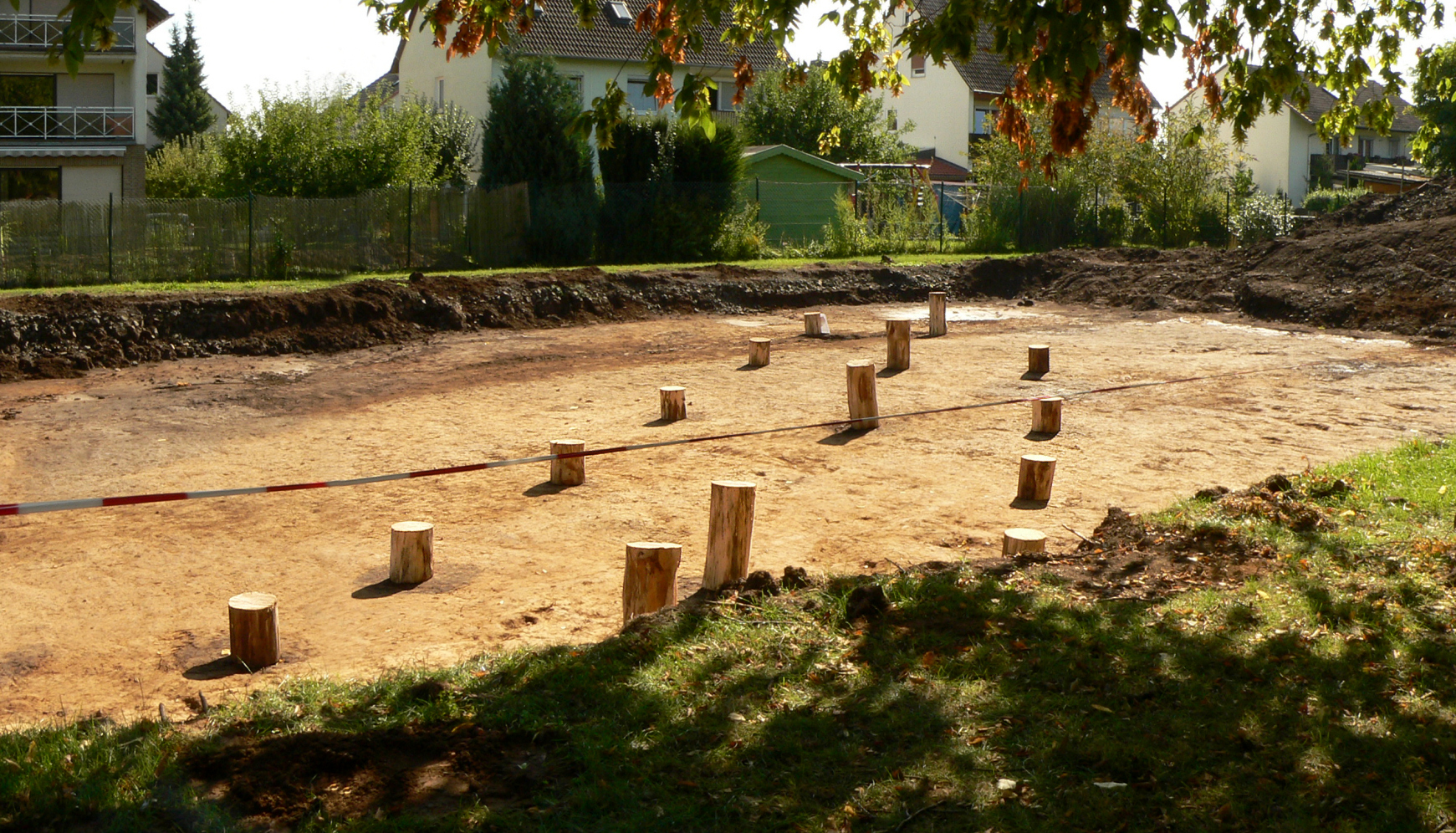
Ausgrabungsfläche der bandkeramischen Siedlung auf dem Mühlengrund mit rekonstruiertem Hausgrundriss, 2016

Der Ort Rosdorf zählt mit einer seit der Jungsteinzeit kontinuierlichen Besiedlung zu den ältesten Ansiedlungen im Landkreis Göttingen. Ackerbau und pflanzliche Ernährung im südöstlichen Niedersachsen können anhand der Ausgrabung der bandkeramischen Siedlung auf dem Mühlengrund analysiert werden. Die Ergebnisse der zwischen 1963 und 1970 großflächig ausgegrabenen Siedlung Rosdorf „Mühlengrund“ im Landkreis Göttingen sind für die Erforschung der Linienbandkeramik (5500–5000 v. Chr.) von überregionaler Bedeutung. Es handelt sich um die bisher größte archäologisch untersuchte Siedlung im nördlichen Randbereich des Verbreitungsgebietes der bandkeramischen Kulturen in Mitteleuropa. 2016 kam es aufgrund von Bautätigkeiten zu erneuten Ausgrabungen. Fruchtbarer Boden sowie die Lage am Leinefluss und den wasserreichen Bächen Rase und Beeke begünstigten den Aufstieg.

### Mittelalter
Rosdorf war im frühen Mittelalter ein bedeutender Ort. Das Reihengräberfeld Rosdorf aus der Zeit der Sachsenkriege Karls des Großen bestätigt dies, ebenso die Schenkung Rosdorfs im Dezember 781 an das Kloster Fulda durch Karl den Großen.
Rosdorf war Zentrum der Grafschaft Rosdorf. Mit dieser verbunden war das Grafen-Gericht, genannt „Scrannen“, das um 970 und 1003, 1144 und um 1350 urkundlich erwähnt wird. Lubecus erwähnt 1144 „comite Hermano de Rostorf“ und „Anno domini 1146 Hermannus Graf zu Rostorf“. Die Rosdorfer Grafen – sie wurden über hundert Jahre lang von den Edelherren von Rosdorf gestellt – residierten bis 1266 auf Burg Rosdorf, die neben der St. Johannis-Kirche, am heutigen Mauerhof bis hinunter zur Rase (Leine) lag, deren Mauern 1319 abgetragen, sowie deren Burggraben zugeschüttet wurde. Die Zerstörung der verbliebenen Fundamente folgte 1388.
Das Rosdorfer Gericht erlebte seinen Höhepunkt im Jahr 1144 anlässlich der dort vorgenommenen Belehnung Graf Hermann II. von Winzenburg mit den Mainzer Lehen Graf Siegfrieds IV. von Boyneburg-Northeim durch Erzbischof Heinrich I. von Mainz-Horeburg. König Otto IV. (HRR) erkannte 1209 im Vertrag mit Erzbischof Siegfried II. von Eppstein den Besitz Rosdorfs durch das Erzbistum Mainz ausdrücklich an, dessen Zehnt er persönlich zu Lehen trug.
Seit dem späten Mittelalter sind mehrere Mühlen bezeugt. Im 18. Jahrhundert markieren Getreide-, Walke-, Öl- und Schleifmühlen den Beginn der industriellen Entwicklung.
Während des ganzen Mittelalters hatten neben Klöstern wie Hilwartshausen, Mariengarten und Walkenried verschiedene Grundherren der Umgebung ausgedehnten Besitz in Rosdorf, der für sie von den Dorfbewohnern bewirtschaftet wurde. Dazu gehörten die Herren von Rosdorf, die dort bis 1252 auf ihrer Stammburg saßen. Nachdem sie Moringen und Hardegsen erworben hatten, bewohnten Burgmänner die Burg, die 1319 zerstört und geschleift wurde. Anschließend zwang die Stadt Göttingen auch die anderen adligen Familien, so die von Roringen, von Bovenden etc. ihre burgähnlichen Wohnsitze in Rosdorf aufzugeben oder abzureißen.
Nachdem durch Erbteilung, Verkauf und Mitgift für zahlreiche Töchter der Grundbesitz der Herren von Rosdorf abgenommen hatte und seit 1221 überwiegend vom Kloster Walkenried und der Stadt Göttingen aufgekauft worden war, wurde 1384 durch Hermann III. von Rosdorf der letzte Verkauf an das Kloster Walkenried getätigt.

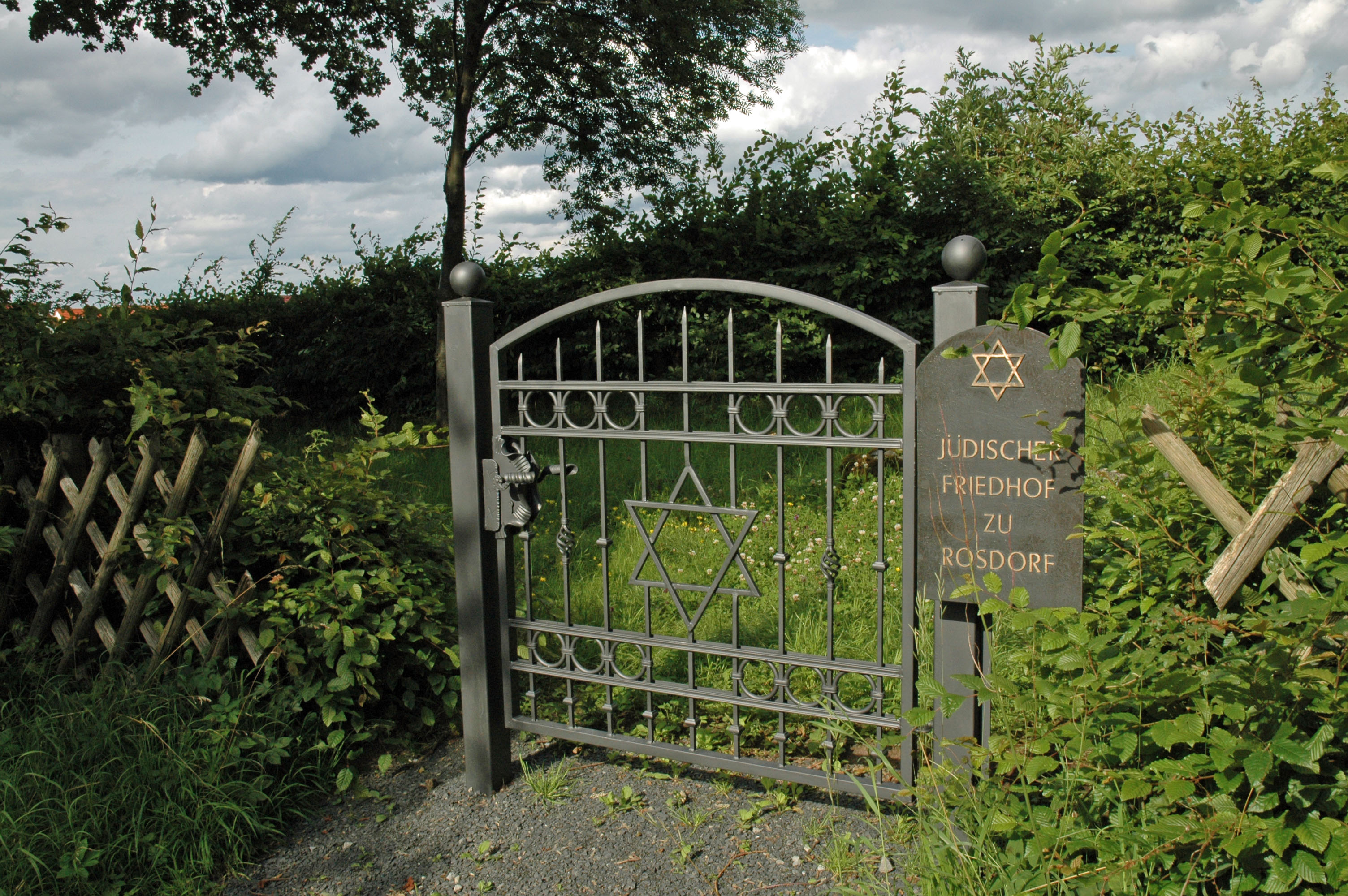
Zugang zum jüdischen Friedhof Rosdorf am Fuß des Wartberges

Zwischen 1380 und 1400 wurde die Rosdorfer Warte erbaut, deren Zugehörigkeit zur Göttinger Landwehr nicht klar ist. Seit dem 15. Jahrhundert vermehrte vor allem die Stadt Göttingen hier ihren Grundbesitz, weshalb Rosdorf zu den sogenannten Stadtdörfern gerechnet wurde. Erst 1970 verkaufte die Stadt ihren letzten Besitz im Ort, den 1894 zum Rittergut erhobenen Stipendienhof.
Vom Dreißigjährigen Krieg, vom Siebenjährigen Krieg sowie von den Napoleonischen Kriegen war der Ort mehrfach hart betroffen. 1667 vernichtete ein Großfeuer mehr als 26 Höfe, am 1. April 1800 wurde ein Teil des Ortskerns durch eine Rase-Überschwemmung weggespült. So ist es nicht verwunderlich, dass heute die Mehrzahl der Fachwerkhäuser aus dem 19. Jahrhundert stammt.

### 20. Jahrhundert
Im Zweiten Weltkrieg fielen am 27. September 1944 Bomben auf Rosdorf, dabei entstanden 103 Bombentrichter. Drei Menschen wurden verletzt und 25 Gebäude beschädigt.
Eine gute Infrastruktur und die unmittelbare Nähe zur Universitätsstadt Göttingen ließen in den letzten Jahrzehnten den Ort nicht nur als Wohnsitz, sondern auch für die Ansiedlung von Gewerbebetrieben attraktiv werden. So sind nördlich sowie südlich des Ortskerns umfangreiche Neubaugebiete entstanden, weitere Ansiedlungen am Westrand sind geplant. An die Wohngebiete schließt sich ein Gürtel von kleineren Unternehmen und Betrieben. Der ehemals von der Landwirtschaft geprägte Ort steht im Begriff, sich zu einer von Handel und Gewerbe bestimmten quasistädtischen Kommune zu wandeln.
Um der Nachfrage nach Altenheimplätzen in Rosdorf gerecht zu werden, wurde im Jahr 1999 das Altenhilfezentrum Johannishof am Kampweg eröffnet. Vorausgegangen war eine seit 1989 von der St. Johannis-Kirchengemeinde geführte Initiative. Geführt wird der Johannishof vom Diakonischen Werk St. Johannis Rosdorf.
Seit Juni 2007 dient die Justizvollzugsanstalt Rosdorf als zentrale Einrichtung mehrerer Justizvollzugseinrichtungen in Südniedersachsen. In Rosdorf selbst befinden sich 308 Haftplätze und zusätzlich 10 Haftplätze der Sicherheitsstufe I für erwachsene Männer. Seit 24. Mai 2013 mit der Eröffnung durch die damalige niedersächsische Justizministerin Antje Niewisch-Lennartz (Grüne) befindet sich auf dem Gelände der JVA Rosdorf das Niedersächsische Zentrum für Sicherungsverwahrung. Seitdem werden in Niedersachsen und Bremen die zu Sicherungsverwahrung Verurteilten zentral in Rosdorf untergebracht. Bei Bedarf ist auch eine Unterbringung von Verurteilten aus den anderen norddeutschen Bundesländern (Hamburg, Schleswig-Holstein und Mecklenburg-Vorpommern) möglich und vorgesehen.

### Eingemeindungen
Am 1. Januar 1973 wurden die Gemeinden Atzenhausen, Dahlenrode, Dramfeld, Klein Wiershausen, Lemshausen, Mengershausen, Obernjesa, Settmarshausen, Sieboldshausen und Volkerode eingegliedert.

### Konfessionsstatistik
Jahresende 2020 waren von den Einwohnern 48,3 % evangelisch und 10,6 % katholisch. 41,0 % waren konfessionslos, gehörten einer anderen Glaubensgemeinschaft an oder machten keine Angabe. Jahresende 2024 waren von den Einwohnern 42,1 % evangelisch und 9,3 % katholisch. 48,6 % waren konfessionslos, gehörten einer anderen Glaubensgemeinschaft an oder machten keine Angabe. Der Anteil der evangelischen und katholischen Kirchenmitglieder an der Gesamtbevölkerung sinkt jährlich.

## Name
Die erste schriftliche Erwähnung Rosdorfs als Rasthorp ist aus dem Jahr 1004 überliefert. Der vordere Vokal wechselt in den Erwähnungen zwischen -a- und -o-, wobei -o- seit dem 12. Jahrhundert überwiegt und auch im Flussnamen vorkommt. Der Flussname wechselt gegen Ende des 17. Jahrhunderts zu der heutigen Form Rase. Das vordere Bestimmungselement beider zusammengesetzter Namen geht letztlich, wie das heutige deutsche Wort Rohr, auf die germanische Wurzel *rauza der Bedeutung ‚(Schilf)rohr‘ zurück, die in ähnlichem Lautstand im französischen Wort gleicher Bedeutung roseau fortlebt.  Das nachstehende Grundwort beim Ort geht auf das germanische Wort þorpa für ‚Dorf, Gehöft‘ zurück, das im Altsächsischen als thorp auftritt. Für den Ortsnamen Rosdorf, der sich auf eine Ursprungsform *Raus-thorp zurückführen lässt, ergibt sich also etwa die Bedeutung ‚Schilfdorf‘, für den Gewässernamen Rase ‚Schilfrohrbach, -wasser‘.

## Politik
Mitte der 1960er Jahre begannen in Niedersachsen Planungen für die Schaffung größerer Verwaltungseinheiten auf dem Lande. Im Rosdorfer Gemeinderat hatte man sich seit 1968 für die Bildung einer Einheitsgemeinde und gegen den Anschluss an Göttingen ausgesprochen. Am 1. Januar 1973 wurde per Landesgesetz die Einheitsgemeinde Rosdorf geschaffen, zu der neben Rosdorf zehn weitere vormals selbstständige Gemeinden gehören.
Dem Ortsteil Rosdorf steht seit 1973 ebenso wie den anderen Ortsteilen mit mehr als 400 Einwohnern die Wahl eines Ortsrates zu, an dessen Spitze der im Rat gewählte Ortsbürgermeister steht. In den kleineren Ortsteilen war jeweils ein Ortsvorsteher aktiv. Mit dem Gesetz zur Reform des niedersächsischen Kommunalverfassungsrechtes vom 1. April 1996 ist die Bildung eines Ortsrates auch in Ortsteilen mit weniger als 400 Einwohnern möglich, sodass seitdem in sämtlichen Ortsteilen der Gemeinde Ortsräte bestehen, an deren Spitze Ortsbürgermeister stehen.
Von 1973 bis 1985 stand Hans Morgenstern (SPD) als Gemeindedirektor der Gemeinde Rosdorf vor, von 1985 bis 1997 Hans-Hermann Küllmer (SPD).
1996 wurde in Niedersachsen die Zweigleisigkeit zugunsten der Eingleisigkeit abgeschafft.
Von 1997 bis 2014 bekleidete Harald Grahovac (SPD) das Amt des hauptamtlichen Bürgermeisters.
Seit dem 1. November 2014 steht Sören Steinberg (SPD) der Gemeinde Rosdorf als hauptamtlicher Bürgermeister vor.

### Gemeinderat
Der Gemeinderat setzt sich aus 29 Ratsfrauen und Ratsherren, einschließlich des Bürgermeisters, zusammen.
| Gemeinderat 2021Insgesamt 28 Sitze - Linke: 1 - SPD: 12 - Grüne: 4 - FDP: 1 - GuT: 4 - CDU: 6 GuT: Wgem. Gemeinsam und Transparent für die Gemeinde Rosdorf |

### Bürgermeister
Bürgermeister der Gemeinde ist seit Mai 2014 Sören Steinberg (SPD). Bei der Bürgermeisterwahl 2021 wurde er mit 63,02 Prozent im Amt bestätigt. Vorgänger Harald Grahovac (SPD) hatte das Amt 18 Jahre bekleidet. Steinberg war zuvor Büroleiter von Thomas Oppermann.

### Ortsrat
Neben dem Gemeinderat, der für alle Ortsteile Rosdorfs zuständig ist, besitzt der gleichnamige Ortsteil einen Ortsrat, der sich aus neun Ratsfrauen und Ratsherren zusammensetzt.
| Ortsrat 2021Insgesamt 9 Sitze - SPD: 3 - Grüne: 2 - GuT: 2 - CDU: 2 GuT: Wgem. Gemeinsam und Transparent für die Gemeinde Rosdorf | Ortsratswahl 2021Wahlbeteiligung: 53,2 % 403020100 32,14 %16,71 %20,75 %3,67 %4,73 %22,0 % SPDCDUGrüneLinkeFDPGuT |

### Ortsbürgermeister
Ortsbürgermeister ist Bernd Schütze (SPD), sein Stellvertreter ist Christian Baethe (CDU).

### Feuerwehr
Die Gemeinde Rosdorf unterhält entsprechend dem Niedersächsischen Brandschutzgesetz eine Freiwillige Feuerwehr.
Diese gliedert sich in acht Ortsfeuerwehren, die in den Ortschaften Atzenhausen, Dramfeld, Lemshausen, Mengershausen, Obernjesa, Rosdorf, Settmarshausen, Sieboldshausen und Volkerode (Löschgruppe - Mengershausen angegliedert) vertreten sind.

### Wappen der Gemeinde
Die Blasonierung lautet:

Gemeindewappen

In Blau über einem gesenkten silbernen Wellenbalken ein beiderseits und oben mit 10 silbernen Kleeblättern umgebener goldener Mittelschild, belegt mit einem blauen Herzschild, darin zwei aufrechte und abgewandte goldene Holzschlüssel.
Begründung:
In den Mittelschild sind aus dem früheren Gemeindewappen die beiden nach außen gekehrten Schlüssel der Herren von Rosdorf übernommen worden. Die ihn umrahmenden zehn Kleeblätter symbolisieren die hinzugekommenen Ortschaften, die nun mit dem Hauptort eine neue Verwaltungseinheit bilden. Der Wellenbalken weist auf die das Gemeindegebiet durchfließende Leine und ihre westlichen Zuflüsse hin.

### Wappen der Ortschaft
Die Blasonierung lautet:

Ortswappen

Im blauen Schild zwei silberne (weiße) Holzschlüssel mit runden Griffen, die Bärte nach außen gekehrt, im silbernen (weißen) Schildfuß ein blaues Wellenband.
Begründung:
Die Schlüssel stammen aus dem Wappen der Edelherren von Rosdorf. Das Wellenband versinnbildlicht die Rase, die in der Nähe Rosdorfs einer starken Quelle entspringt und den Ort durcheilt.

### Städtepartnerschaft

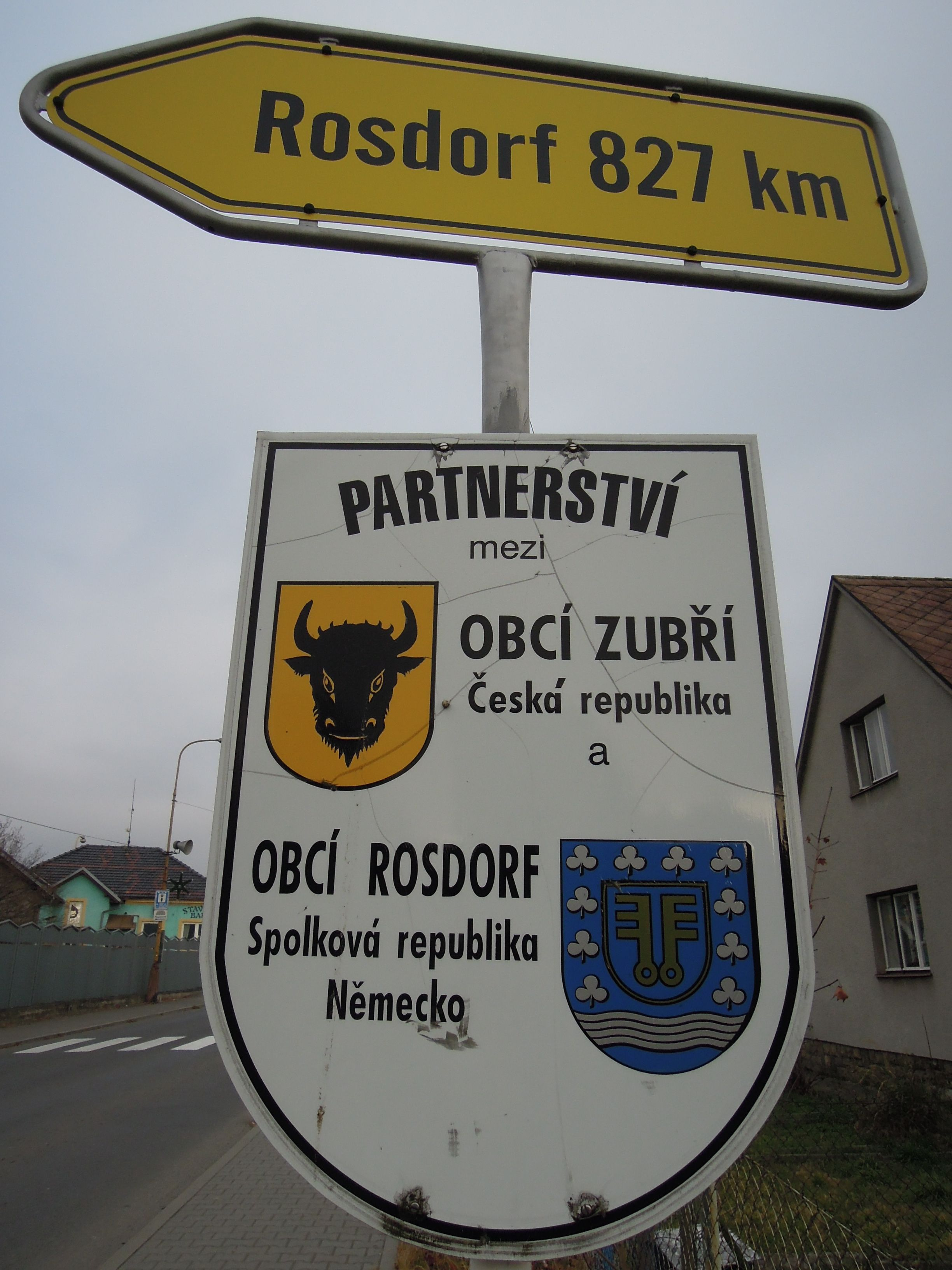
Hinweis auf Rosdorf in der Partnerstadt Zubří

Seit 1993 besteht eine Städtepartnerschaft zwischen der Gemeinde Rosdorf und der Stadt Zubří in der Tschechischen Republik. Für diese lebendige Partnerschaft zeichnete der Europarat die Gemeinde Rosdorf im Jahr 2004 mit dem Europadiplom aus. Inzwischen erhielten die Gemeinde Rosdorf und die Stadt Zubří auch die Ehrenfahne des Europarates.

## Evangelische Kirche

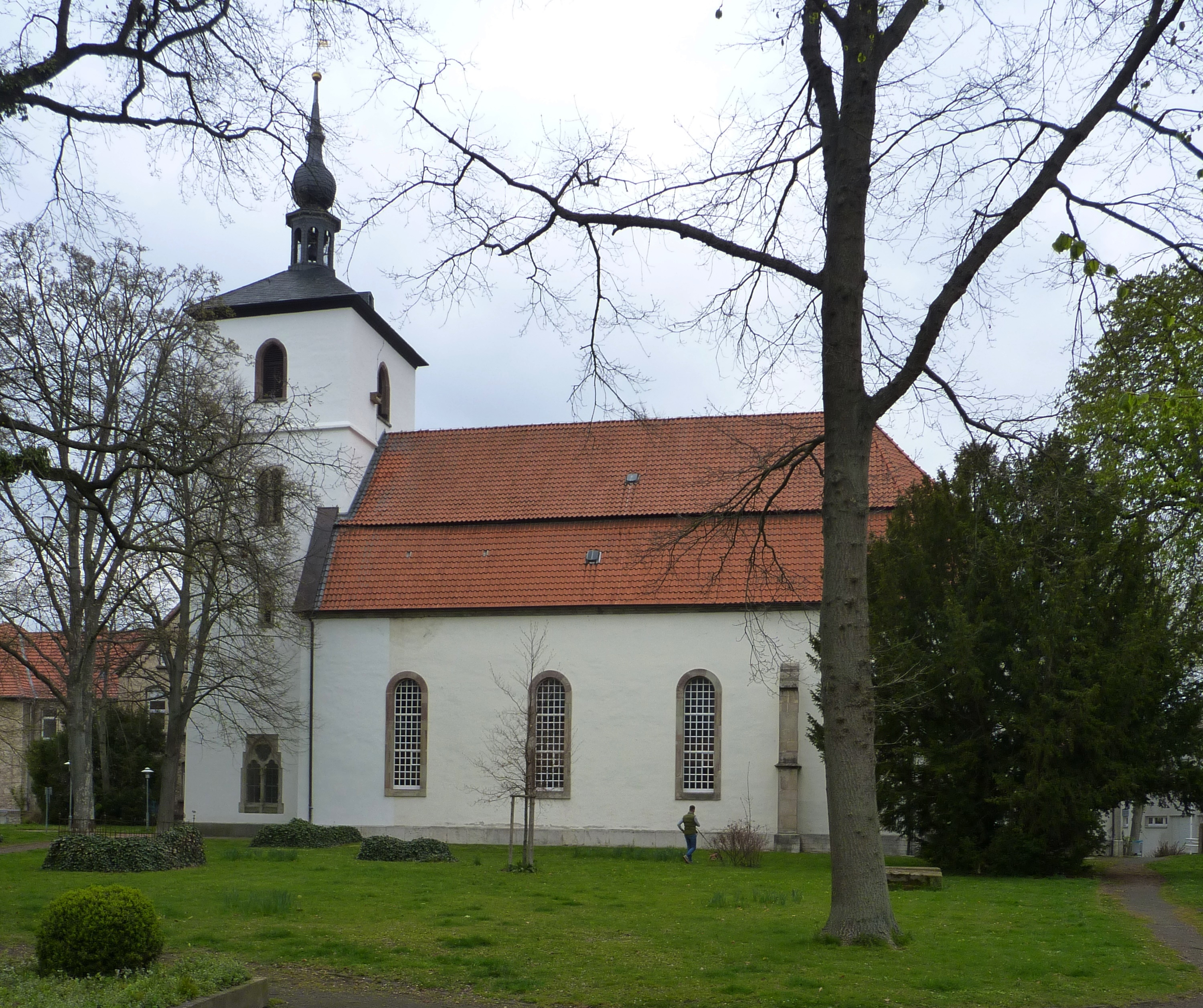
Evangelische St. Johanniskirche (Aufnahme 2021)

Die im historischen Zentrum des Dorfes Rosdorf gelegene evangelisch-lutherische St. Johanniskirche ist ein einschiffiger, gotischer Kernbau mit polygonalem Strebepfeiler-Chorschluß und mittelalterlichem Turm. Eine Kirche in Rosdorf wurde bereits 1319 erstmals urkundlich genannt. Das heutige Erscheinungsbild prägt ein tiefgreifender Barockumbau von 1725–30. Im 19. Jahrhundert folgten zwei wichtige Umbauphasen mit Veränderungen.

## Wirtschaft und Infrastruktur
Das Freibad in der Gemeinde Rosdorf hat verschiedene zusätzliche Sportanlagen.

### Verkehr

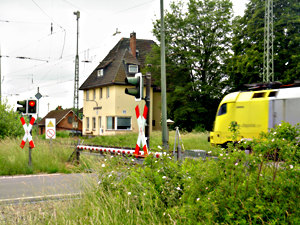
Bahnübergang Bahnhofstraße
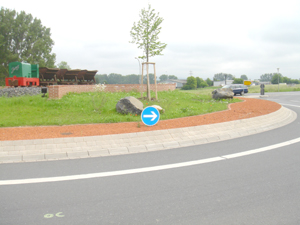
Verkehrskreisel Nord
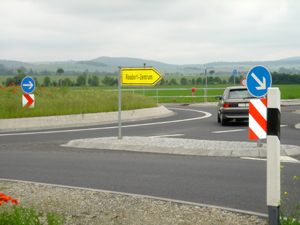
Verkehrskreisel Süd

Über das Gebiet von Rosdorf verläuft die Bundesautobahn 7. Im Bereich der Raststätte „Göttingen“, die in Wirklichkeit bei Mengershausen liegt, besteht eine Behelfsauffahrt. Der Ausbau zu einer vollwertigen Anschlussstelle ist geplant, jedoch sind die Einzelheiten heftig umstritten. Bei Dramfeld liegt das Dreieck Drammetal, an dem die Bundesautobahn 38 auf die A 7 trifft. An der A 38 liegt auch eine Anschlussstelle „Dramfeld“.
Durch den Kernort Rosdorf verläuft die Bahnstrecke Bebra–Göttingen, ein Teil der alten Nord-Süd-Strecke der Bundesbahn. Die Bahnhöfe in Rosdorf und Obernjesa werden aber nicht mehr mit Personenzügen bedient.
Auch die Schnellfahrstrecke Hannover–Würzburg schneidet im Nordwesten das Gemeindegebiet.

### Bildung
- Schulen: Heinrich-Grupe-Schule (Grundschule in Rosdorf), Grundschule im Drammetal (Grundschule in Dramfeld)
- ehemalige Schule: Anne-Frank-Hauptschule Rosdorf (bis 2013)

## Persönlichkeiten

### Söhne und Töchter der Gemeinde
- Ludwig II. von Rosdorf (* um 1230), Burgherr zu Hardegsen und Harste
- Jutta von Rosdorf (* um 1250), Gräfin von Schwalenberg
- Johann Justus Berkelmann (1678–1743), lutherischer Generalsuperintendent
- Johann Heinrich Ehrenfried Zimmer (1774–1851), Zeichner, Maler, Holzschneider und Kunsterzieher
- Georg Gotthilf Evers (1837–1916), lutherischer Theologe, Konvertit zum Katholizismus, Buchautor und Botaniker
- Karl Götz von Olenhusen (1847–1933) auf Olenhusen geborener Rittergutsbesitzer und Mitglied des Deutschen Reichstags
- Friedrich Bohl (* 1945), Politiker (CDU), ehemaliger Bundesminister
- Hans Wagener (* 1950), Manager
- CC Behrens, bürgerlich Jürgen Behrens (* 1955), deutscher Perkussionist

### Mit der Gemeinde verbunden
- Christian Frölich (* 1968), Politiker (CDU), lebt in Rosdorf